# 拓跋慎
拓跋慎（533年—557年5月27日），原姓元，字仁恭，河南郡洛阳县（今河南省洛阳市东）人，追尊魏昭成帝拓跋什翼犍六世孙，元魏宗室，西魏、北周官员。

## 生平
拓跋慎是兄弟五人中的第三子，于大统十六年（550年）兼任符玺郎中。大统十七年（551年），拓跋慎以给事中为起家官。魏前元年（552年），拓跋慎兼任太常少卿。魏前二年（553年），拓跋慎出任持节、抚军将军、大都督、通直散骑常侍，随大将军魏安公尉迟迥讨伐巴蜀有功，封显亲县开国子，食邑三百户。魏后二年（555年），拓跋慎转任散骑常侍。周王元年四月十四日（557年5月27日），拓跋慎去世，虚岁廿五，同年岁次丁丑十月丁卯十八日甲申（557年11月24日）葬于雍州山北小陵原，谥号恭。

## 家庭

### 六世祖
- 拓跋什翼犍, 追尊魏昭成帝[1]

### 高祖父母
- 拓跋遵，北魏使持节、抚军大将军、左丞相、右丞相、常山王、赐漏刻督铜虎符[1]
- 独孤氏[1]

### 曾祖父母
- 拓跋素连，北魏使持节、征西大将军、都督河西诸军事、统万突镇都大将、内外二都大达官、常山王，薨赠大将军、襚衮冕之服、谥号康、陪葬金陵、配享清庙[1]
- 赫连氏[1]

### 祖父母
- 元淑，北魏宗正少卿、朔肆燕三州刺史、使持节、都督御夷怀荒柔玄三镇二道诸军事、平北将军、平城镇将，薨赠相州刺史、谥号靖[1]
- 东平吕氏，襄国侯吕继之女[1]

### 父母
- 元季海，魏吏部尚书、侍中、开府仪同三司、尚书左仆射、东南道大行台、大都督、司州牧、襄洛灵秦泾雍七州刺史、领军将军、尚书令、司空公、左冯翊王，薨赠本官、雍州刺史、谥号简穆[1]
- 李稚华，出自陇西李氏仆射房，北魏尚书仆射、司空、文穆公李冲之女[1]

### 兄弟姐妹
- 元亨，隋朝大将军、卫州刺史、平凉宣公
- 元俭，隋朝仪同三司、温州刺史、乌水县公
- 昌宁郡主，嫁隋朝司空公、燕国公于寔
- 元媛柔，出家
- 元氏，嫁隋朝太师、申国公李穆